# 編集霊 deleted
『編集霊 deleted』（へんしゅうれい でりーてっど）は、2023年1月13日公開の日本映画。心霊映像が映りこんでしまった映画のスタッフやキャストが不可解な連続殺人に巻き込まれていく姿を描いたホラー映画。

## キャスト
- 正木郁
- 佐藤日向
- 古谷大和
- 吉武千颯
- 坪内悟
- 本井博之
- 森崎健康
- 工藤竜太
- 安保匠
- 白石れい
- 荻窪えき

## スタッフ
- 監督・原作・脚本・プロデューサー・編集：千葉誠治
- 撮影：田邉顕司、吉田淳志
- 照明：東憲和
- 特殊メイク＆脚本・演出協力：梅沢壮一
- サウンドデザイン・効果：粕谷浩之
- 音楽：諸橋邦行
- 録音：竹内勝一郎
- ヘアメイク：中山有紀
- スタイリスト：白石れい
- VFX：岡野正広 、水谷しゅん
- スタント：藤田啓子
- スチール・メイキング：松本大地
- 演出助手：耳井啓明
- 演出助手・制作：安保匠、工藤竜太、小塚義徳
- 特別協力：ソイチウム
- 衣装特別協力：フォーチュンチージャパン
- 企画プロデューサー：村田学
- 企画協力：ノースピクチャー、CKF&KC
- 制作・制作プロダクション・配給：ノースシーケーワイ